# 아라우카주

아라우카 주

아라우카주(스페인어: Departamento de Arauca)는 콜롬비아 북부에 위치한 주로 주도는 아라우카이며 면적은 23,818km2, 인구는 256,527명(2013년 기준), 인구 밀도는 11명/km2이다. 1991년 7월 4일에 신설되었으며 7개 지방 자치체를 관할한다. 북쪽과 동쪽으로는 베네수엘라와 국경을 접하며 남쪽으로는 카사나레 주와 비차다 주, 서쪽으로는 보야카 주와 접한다.

주기
주 문장